# جامع مسيح محمد باشا
جامع مسيح محمد باشا (بالتركية: Mesih Mehmed Paşa Camii)‏ هو مسجد عثماني من القرن السادس عشر يوجد حالياً في حي «كارا جُمرك» (بالتركية: Karagümrük)‏ بمنطقة الفاتح في إسطنبول. قام بتكليف إنشائه مسيح محمد باشا أحد كبار وزراء السلطان مراد الثالث، وقام بتصميمه المعماري العثماني الأشهر معمار سنان. تم الانتهاء من أعمال إنشاء المسجد في سنة 994 هجرية (1585-1586م).
يقع المسجد قريبا جدا من مسجد الخرقة الشريفة (جامع البردة الشريفة) المحفوظة به «البُردَة» الخاصة بالنبي محمد صلي الله عليه وسلم، أو «الخرقة الشريفة»، وهي عباءته التي أهداها إلى أويس القرني المرادي [3] التابعي الجليل الذي أدرك زمن النبي محمد صلي الله عليه وسلم ولم يره.

## المعماري
قام بتصميم الجامع، المعماري العثماني الأشهر معمار سنان.
من غير الواضح إلى أي مدى شارك المعماري العثماني معمار سنان في تصميم المسجد. ذهب معمار سنان إلى مكة المكرمة للحج في عام 1584م وأثناء غيابه حل محله المهندس المعماري العثماني «محمد صوباشي» (بالتركية: Mehmed Subaşı)‏.  أدرج سنان هذا المسجد في قائمة أعماله في مسودة سيرته الذاتية «تحفة المعماريين» (بالتركية: Tuḥfetü'l-miʿmārīn)‏ لكنه حذفها من إصدار لاحق بعنوان «تذكرة الأبنية» (بالتركية: Teẕkiretü'l-ebniye)‏. 
أنشأ المسجد المعماري العثماني «داود أغا» (؟ - 1599م) الذي كان أحد العمال المهرة للمعماري العثماني الأشهر «معمار سنان» في عقد 1570م، والذي تم تعيينه رئيسا للمعماريين في الدولة العثمانية بعد وفاة «معمار سنان».

## تاريخ
تم إنشاء المسجد في عام 1584م من قبل «الخصيّ» مسيح محمد باشا الذي كان يشغل منصب الوزير الثالث في الدولة العثمانية. بدأ في التدرج الوظيفى في البلاط  العثمانى، فقد كان أولا يعمل كخازندار، أو وكيل المال أو الخزانة العامة، للسلطان العثمانى سليم  الثانى، ثم عمل مسيح باشا حوالي ست سنوات في القاهرة كحاكم عام لمصر قبل أن يعود إلى إسطنبول في عام 1581م. أصبح الوزير الثاني في يوليو 1584م ثم الصدر الأعظم لفترة أربعة أشهر من 1 ديسمبر 1585م حتى 15 أبريل 1586م، وتوفي عام 1589م ودفن في مسجده هذا. 
يوجد نقش في المسجد يذكر تاريخ الانتهاء منه في سنة 994 هجرية (1585-1586م)، ونفس التاريخ مكتوب على نافورة المياه الثلاثية الموجودة في الزاوية الجنوبية الغربية من الجدار المحيط بالمسجد، ومنقشوش عليها نفس التاريخ. تم تجديد النافورة عام 1817-1818م. 
في عام 1587م حصل مسيح باشا على تصريح لدفنه بجوار مسجده.
توفي مسيح باشا في عام 1589م ودُفن بجوار مسجده الذي بناه. 

## العمارة الخارجية
تم بناء المسجد على منحدر، أعلاه في الجانب الشرقي، ومن أجل إنشاء سطح مستو، يقع الجانب الغربي للمبنى على قاعدة مقببة بها سلسلة من المتاجر. 
يوجد إلى الشمال من المسجد، رواق أمامي مستطيل الشكل محاط من ثلاث جهات بأعمدة تدعم القباب الصغيرة.
المدخل من الشارع الأسفل يمر عبر بوابة مقببة من الجانب.
تحت الجزء الشمالي من ممر الرواق توجد سلسلة من الصنابير للوضوء للصلاة، وبدلاً من النافورة المعتادة، يوجد في وسط الفناء قبر مسيح باشا.
تحتوي الواجهة الشمالية للمسجد على رواق مزدوج به خمسة أقواس. تدعم أعمدة الرواق الداخلي خمسة قبب صغيرة. 
يبلغ قطر القبة الرئيسية المغطاة بالرصاص 12.8 متر (42 قدم)، وتقع القبة على أسطوانة بها 24 نافذة محاطة بثمانية أبراج مثبتة على الأرصفة الداخلية.
هناك أيضًا خمسة أنصاف قباب تشكل «شرقية المحراب» (تجويف نصف دائري تعلوه نصف قبة) وتوجد «شرقية» في كل من الزوايا الأربع.
الممرات مُغطاة في كل جانب من المسجد بثلاثة قبب صغيرة.
تتجمع النوافذ في المستويات السفلية بواسطة أقواس تأطير كبيرة. 

## معرض الصور

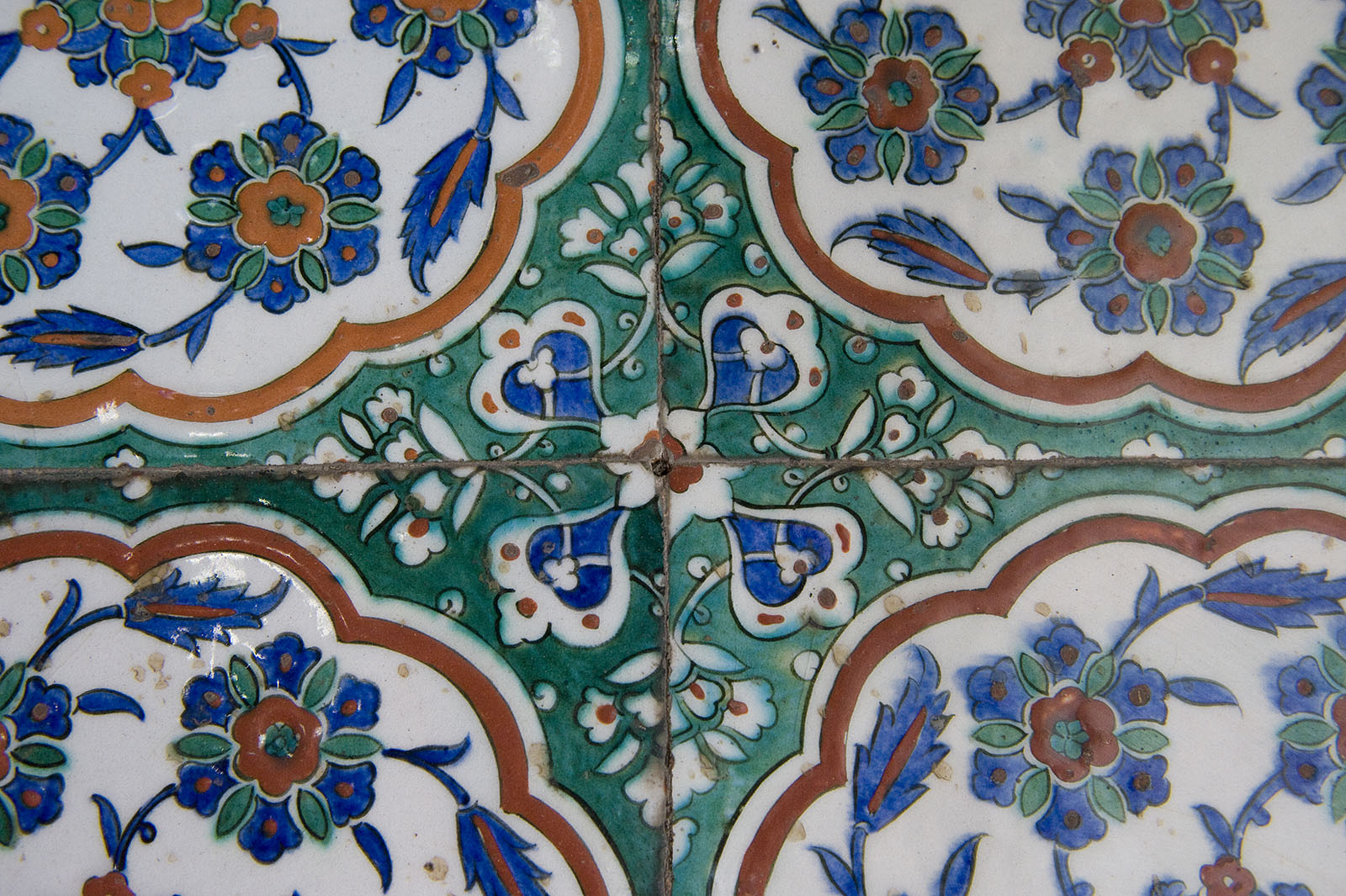
نموذج من الزخرفة الداخلية
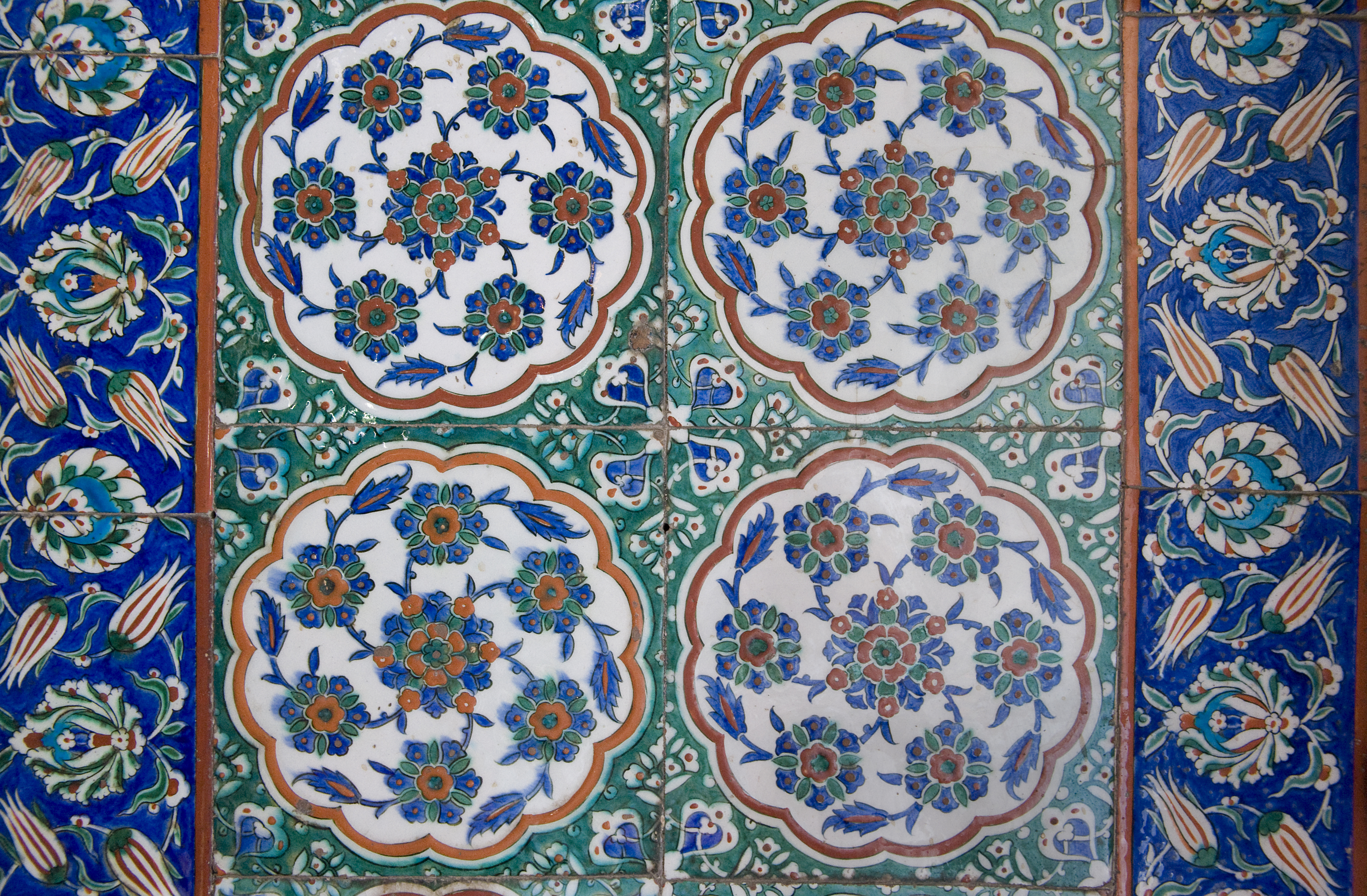
نموذج من الزخرفة الداخلية
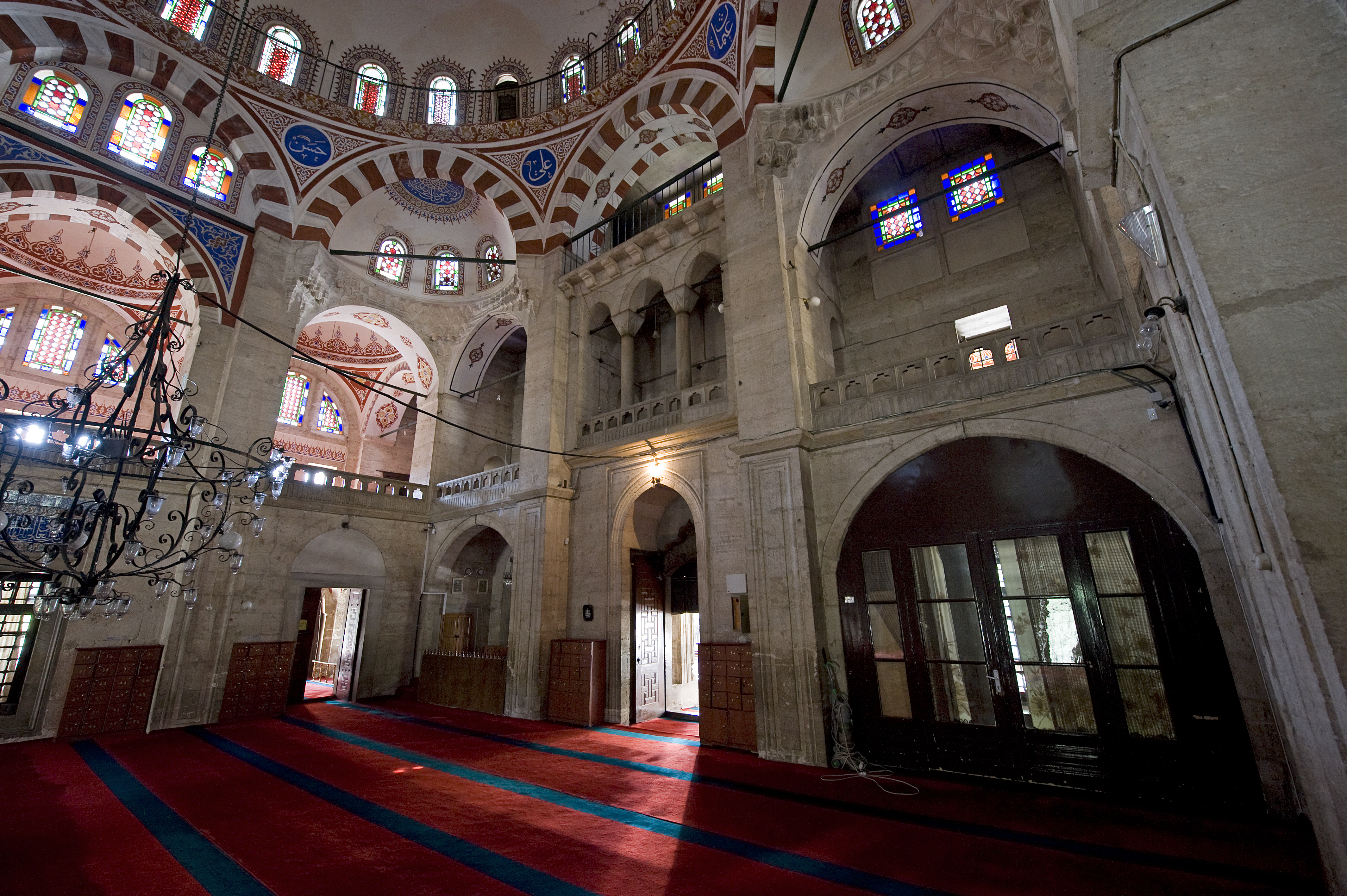
منظر داخلي
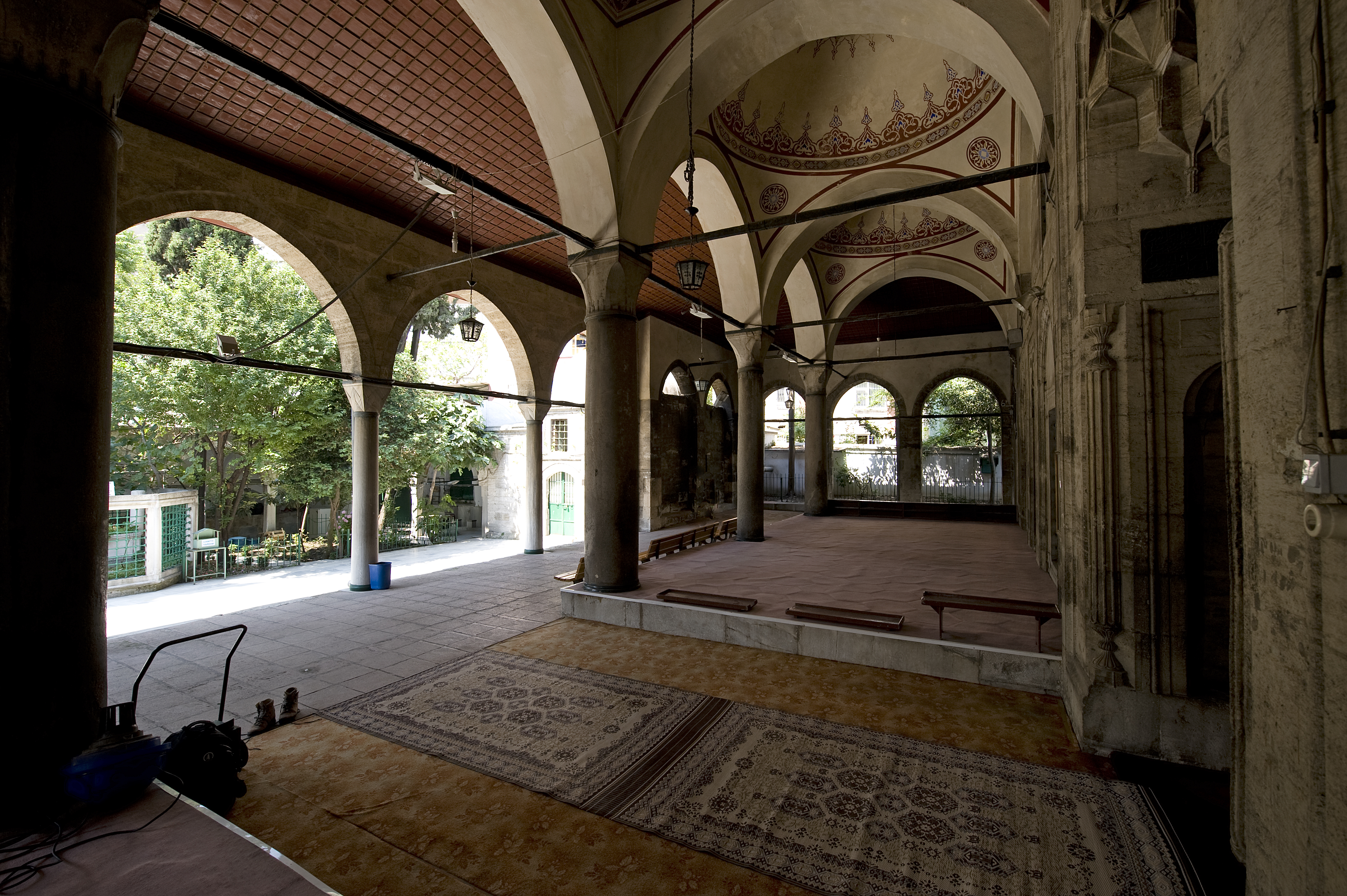
رواق المدخل
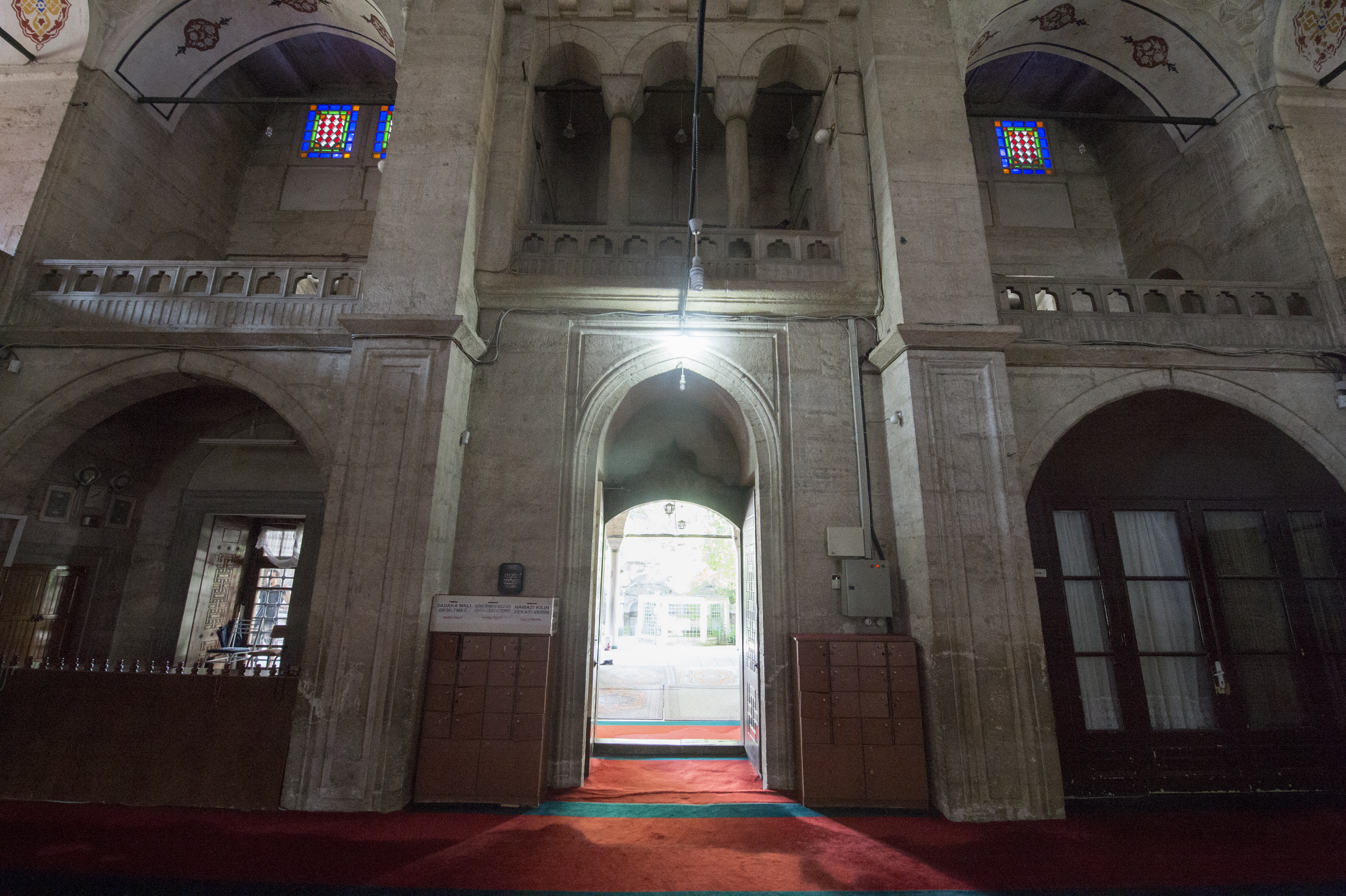
باب المسجد من الداخل
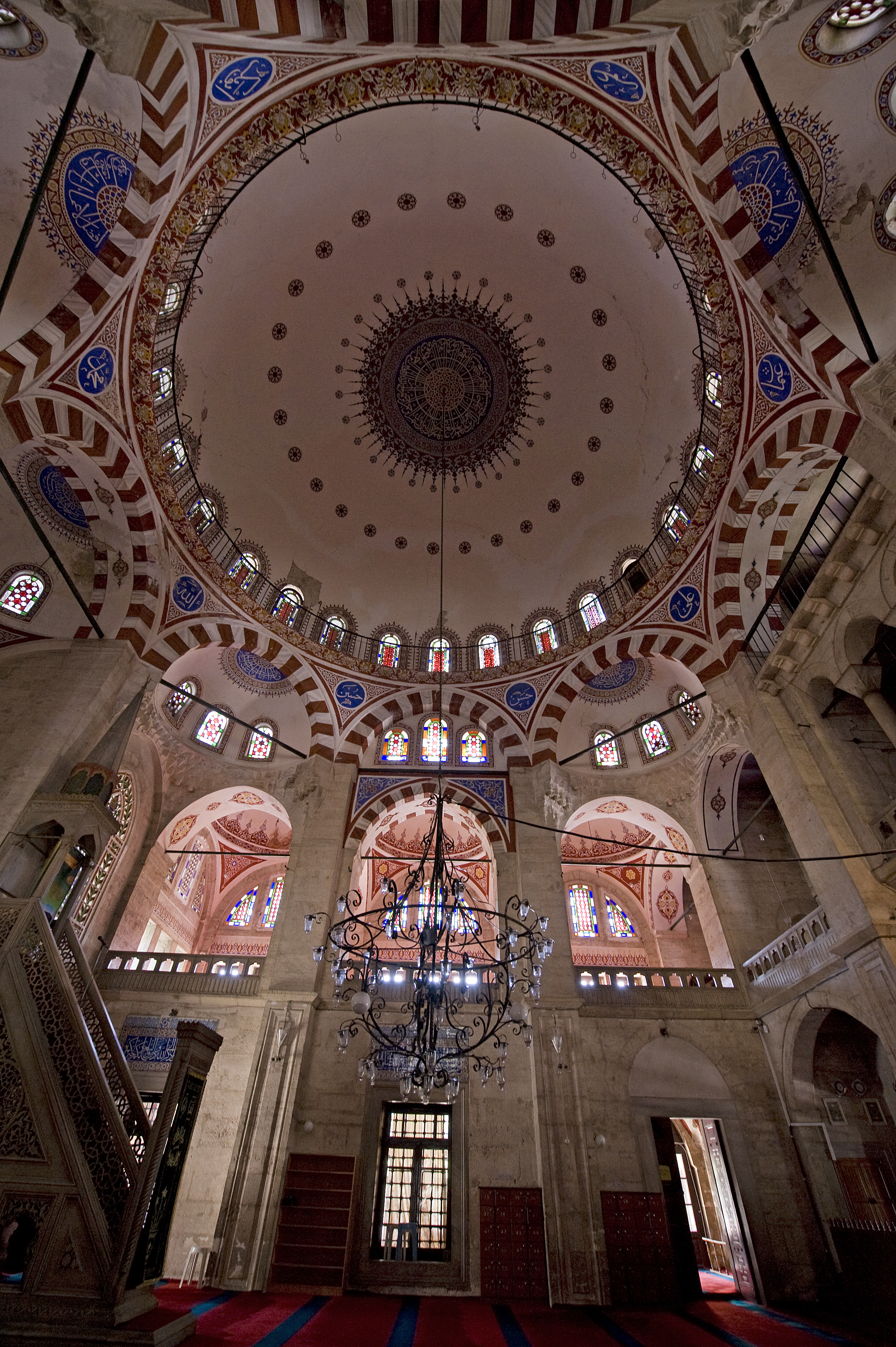
القبة والمحراب